# Cimetière des Gonards

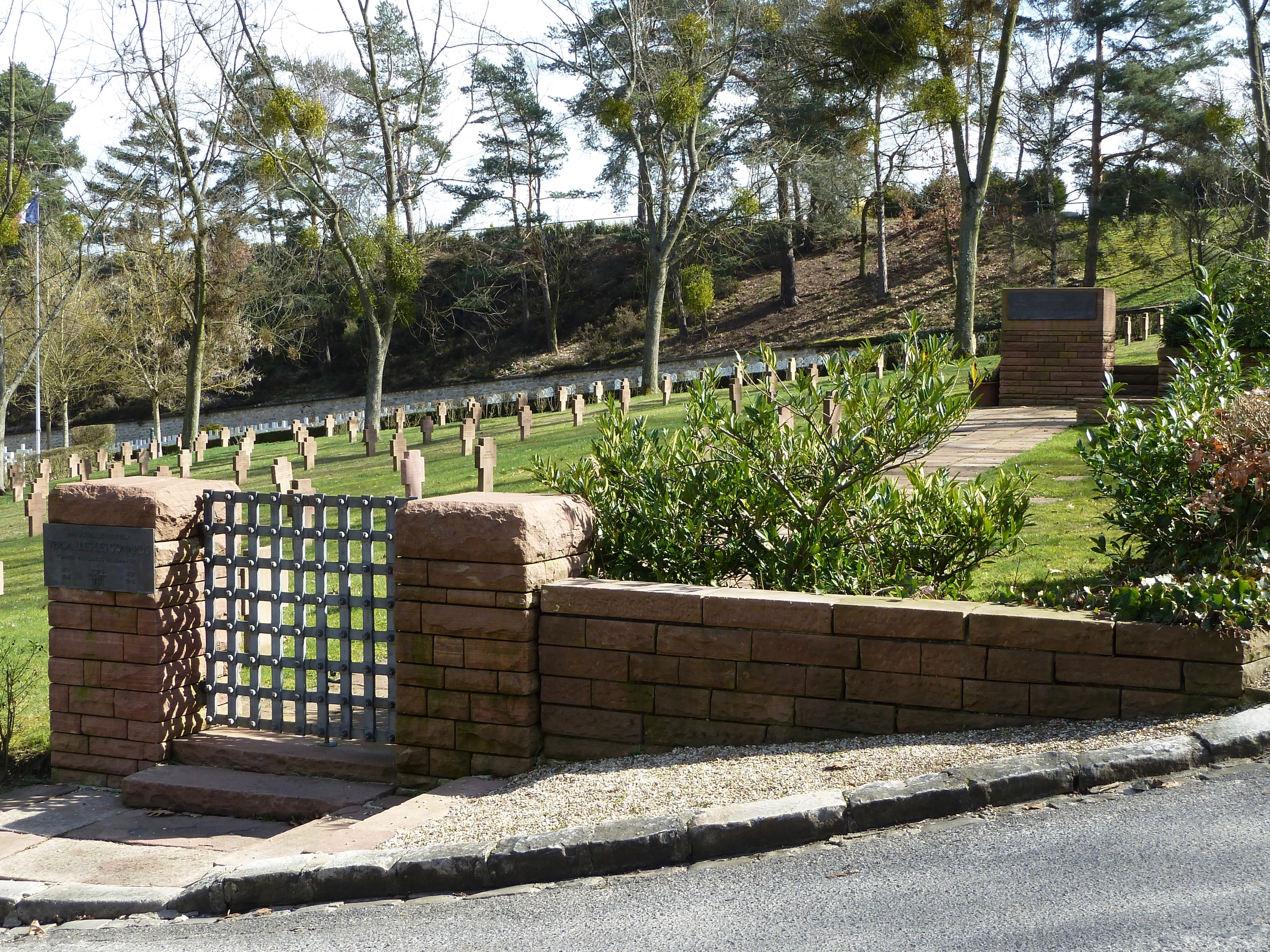
Hroby německých vojáků

Cimetière des Gonards je hřbitov ve Versailles, založený v roce 1879 na ploše 130 000 m². Je zde více než 12 000 hrobů. Je zasazen do přírodního terénu, s promenádami a alejemi stromů.
Pohřbené osoby:
- Marc Allégret (1900-1973), režisér
- Louis Bernard (1864-1955), divizní generál
- Louis Blériot (1872-1936), aviatik
- Louis Cartier (1875-1942), klenotník a hodinář
- Louis-François Cartier, (1819-1904), klenotník
- Pierre-Napoléon Bonaparte (1815-1881)
- Gabriel Monod (1844-1912), historik
- Gabriel de Yturri (1864-1905) a Robert de Montesquiou-Fézensac (1855-1921), básníci
- Armand Renaud (1836-1895), básník
- Edith Wharton (1862-1937), americký spisovatel
- Hélène Dieudonné (1884-1980), herečka
- Georges Saillard (1877-1967), herec

Část pozemku je vyhrazena 534 hrobům německých vojáků z obou světových válek s pomníky z růžového pískovce. Je zde i památník pohřbených v severní Africe.
V částech L-jih a L západ jsou hebrejské hroby a je zde i místo pro odsouzence na smrt: Henri Désiré Landru, Eugène Weidmann. Ti však byli pohřbeni v neoznačených hrobech.

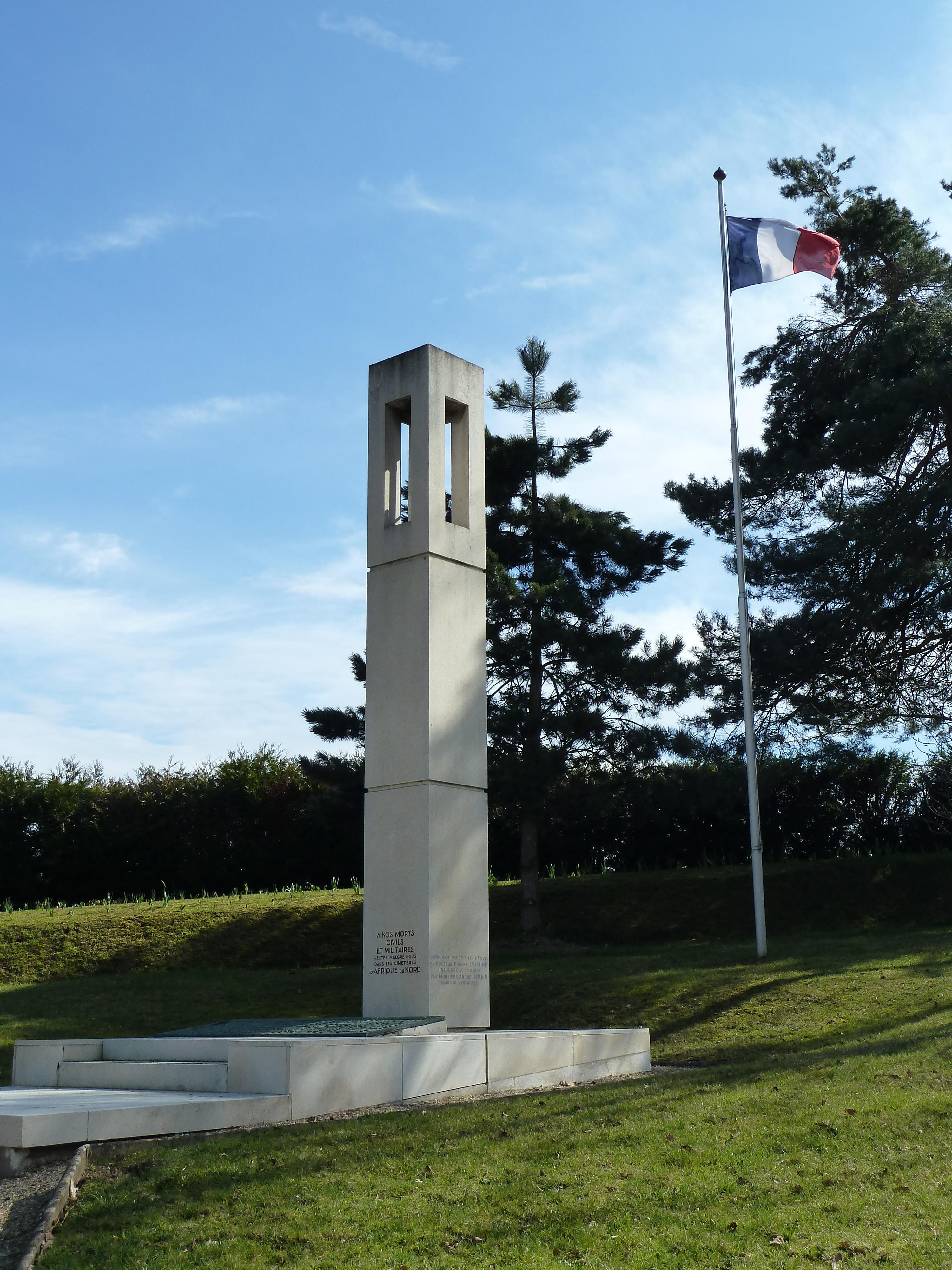
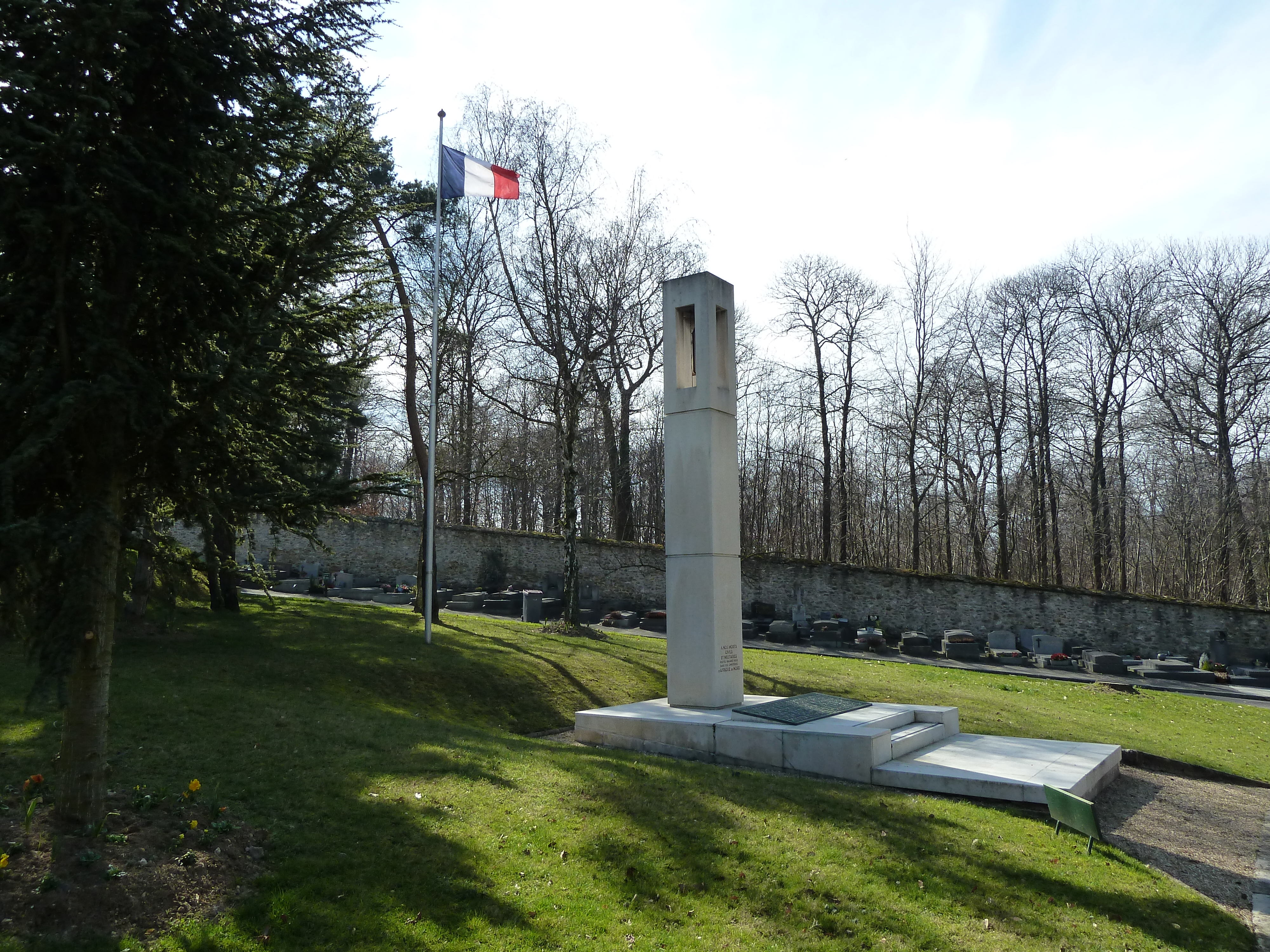
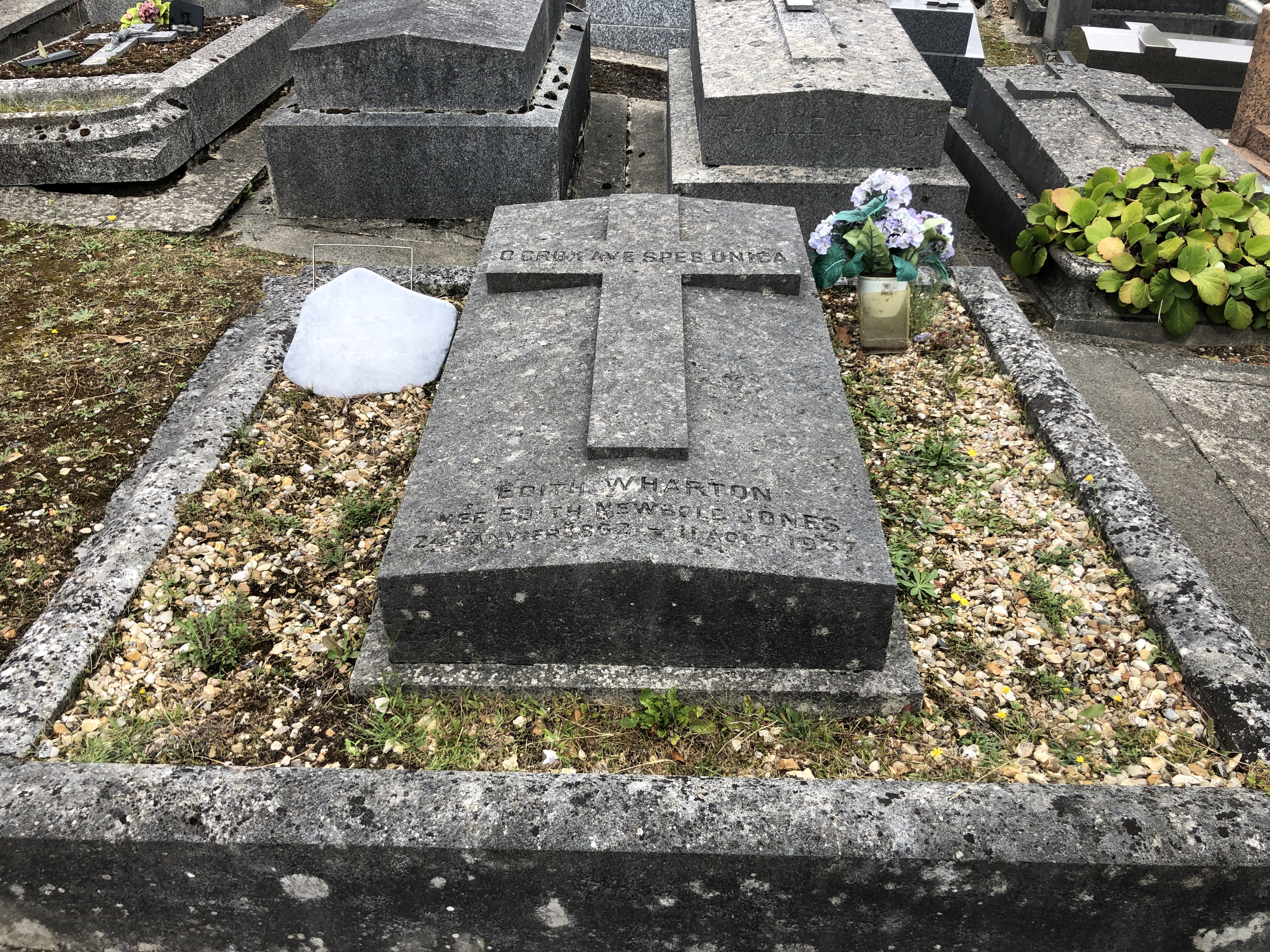
Hrob Edith Wharton